# Ethel Wiklund
Ethel Gunhild Wiklund, född 24 oktober 1930 i Kalmar, död 19 mars 1997, var en svensk diplomat.

## Biografi
Wiklund är dotter till godsägaren Hans-Gustaf Ringborg och Carly E C, född Byrgesen-Wulff. Hon tog juris kandidatexamen i Uppsala 1955 och blev samma år attaché vid Utrikesdepartementet (UD). Wiklund tjänstgjorde i Paris 1956, Köpenhamn 1958, andre sekreterare vid UD 1961 och förste ambassadsekreterare i Kairo 1963. Hon var departementssekreterare vid UD (biståndsavdelningen) 1966, ambassadråd och chargée d’affaires i Gaborone 1972, ambassadråd i Lissabon 1976 och ambassadör i Reykjavik 1978. Wiklund var därefter inspektör vid utrikesförvaltningen 1983-1986 och ambassadör i Buenos Aires med sidoackreditering i Montevideo och Asunción 1986-1987. Hon tjänstgjorde vid UD från 1987.
Hon gifte sig 1975 med före detta avdelningsdirektören, utbildningskonsult Oskar Wiklund (1912-1985). Wiklund avled den 19 mars 1997 och gravsattes den 23 april på Råcksta begravningsplats i Stockholms kommun.